# Dimmi di sì (Pooh)
Dimmi di sì è un singolo dei Pooh del 1999.
Il brano, tratto dall'album Un posto felice, è stato scritto da Roby Facchinetti per le musiche e da Stefano D'Orazio per il testo, ed è interpretato dal batterista dei Pooh.
Il brano, dal ritmo trascinante e dalla tematica inusuale, spopola nell'estate di quell'anno ottenendo ulteriore linfa dalla partecipazione al Festivalbar. 
Mostra la volontà dichiarata di un uomo di chiedere una notte di sesso ad una donna sconosciuta ed avvenente senza troppi giri di parole, senza badare alle regole classiche del corteggiamento, guardando solo l'istinto.
Il singolo viene apprezzato dalla critica e che cattura il pubblico anche grazie alla garbata voce di Stefano D'Orazio, particolarmente adatta alla canzone, e ad una sonorità che non può far altro che coinvolgere chi la ascolta.

## Formazione 1999
- Stefano D'Orazio : voce e batteria.
- Roby Facchinetti: voce, pianoforte e tastiere.
- Dodi Battaglia: voce e chitarra.
- Red Canzian: voce e basso.

## Formazione 2016
- Stefano D'Orazio : voce e batteria.
- Roby Facchinetti: voce, pianoforte e tastiere.
- Dodi Battaglia: voce e chitarra.
- Red Canzian: voce e basso.
- Riccardo Fogli: tamburello e voce

## Formazione 2023
- Roby Facchinetti: voce, pianoforte e tastiere
- Dodi Battaglia: voce e chitarra
- Red Canzian: voce e basso
- Riccardo Fogli: tamburello e voce
- Phil Mer: batteria

Nota: la canzone rimane cantata da Stefano seppur in opera postuma (proiettato in video sul palco in un ricordo-collage con immagini sue)